# كلاوس نيلسن
كلاوس نيلسن (بالدنماركية: Klaus Nielsen)‏ هو دراج دنماركي، ولد في 8 يناير 1980 في Køge Municipality ‏ في الدنمارك.

## وصلات خارجية
- كلاوس نيلسن على موقع أرشيف الدراجات (الإنجليزية)
- كلاوس نيلسن على موقع إحصائيات الدراجات الإحترافية (الإنجليزية)
- كلاوس نيلسن على موقع أوليمبيديا (الإنجليزية)